# Речни монитори класе Сава
Речни монитор класе Сава изграђени су за аустроугарску морнарицу средином 1910-их година. Изграђена су два монитора Сава-класе СМС Босна и СМС Сава. СМС Босна, је преименован у СМС Темеш (II) пре него што је уврштен у службу када је оригинални СМС Темеш потонуо. Када је 05.1917. године оригинални СМС Темеш је враћен у службу СМС Темеш-у (II) је врћено име СМС Босна.
Монитори СМС Темеш (II) и СМС Сава додељени су Дунавској флотили и учествовала су у борбама током Првог светског рата. Бродови су преживели рат и пребачени су у Румунију и Краљевину Срба, Хрвата и Словенаца (касније Краљевину Југославију) као репарација.

## Речни монитори класе Сава
| Брод                       | Број градње | Бродоградилиште                      | Положена кобилица | Поринуће      | Уведен у службу | Судбина                   |
| -------------------------- | ----------- | ------------------------------------ | ----------------- | ------------- | --------------- | ------------------------- |
| СМС Темеш(II) 5/1917 Босна | 533         | Stabilimento Tecnico Triestino, Линц | Октобар 1914      | 1915.         | Јули 1915.      | Потопљен 11. априла 1941. |
| СМС Сава                   | 534         | Stabilimento Tecnico Triestino, Линц | 1915.             | 31. мај 1915. | септембер 1915. | Обновљен                  |

## Опис и конструкција

### Опис
Речни монитори Сава-класе, изграђени су за аустроугарску морнарицу и були су у саставу Аустроугарске речне флотиле у периоду од 1915. до 1918. године.

### Конструкција
Главне димензије речних монитора Сава-класе су: депласман 580 тона, дужина 60,0 метра, ширина 10,2 метара и газ 1,3 метра.
Оклоп: бок и преграде 40 мм, палуба 25 мм, купола топа 50 мм, Командни мост 50 мм.
Посада се састојала од: 91 особе. 

### Погон брода
Погон речних монитора Сава-класе се састојао од две парне машине троструке експанзије, од којих је свака имала по 875 КС и покретала по једну пропелерску осовину са пропелером.
Пару су обезбеђивали два котла са водо грејним цевима типа Јароу. 
Укупна инсталисана снага износила је 1.750 КС / 1.287 Кв. Имао је складишта за 75 тона мазута. Максимална брзина му је била 13 чворова (25 км/ч). Акциони радијус је износио 1296 километара при брзини од 10 чворова.

### Наоружање
Главно наоружање речних монитора Сава-класе
| Врста оруђа         | Број цеви  | Број оруђа | Дужина цеви | Домет   | Граната у минути | Дебљина куполе |
| ------------------- | ---------- | ---------- | ----------- | ------- | ---------------- | -------------- |
| Бродски топ 120     | двоцевни   | 1          | 45 калибара | 15 км   | 42               | 50             |
| Бродска хаубица 120 | једноцевни | 2          | 10 калибара | 6.000 м | 8                | 50             |
| Бродски ПА топ 66   | једноцевни | 2          | 26 калибара | -       | 24               | -              |
| Бродски ПА топ 47   | једноцевни | 2          | 47 калибара | -       | 24               | -              |
| Митраљез 8/80       | једноцевни | 7          | 80 калибара | -       | -                | -              |

## Каријера
Обa монитора СМС Босна ех СМС Темеш (II) и СМС Сава, 31.12.1918. године су интернирана у Београд и ушла у југословенску Дунавску флотилу, али касније Соча је пребачена у Румунију и преименована у Буковина.
У јануару 1919. године Босна је преименована у Вардар. Ово је уследило као резултат поделе бродова Аустро-угарске Дунавске флоте 15.4.2020. године и службено је пребачен у Југославију.
У румунској служби, Буцовина (бивша СМС Сава) је била опремљена за службу на мору за противподморничку борбу, при чему је један од њених 7 митраљеза замењен једним бацачем дубинских бомби калибра 610 мм.